# Leon I (król Armenii Mniejszej)
Leon I (ormiański: Լեւոն Ա Մեծագործ) (zm. 1219) – pierwszy król Armenii Cylicyjskiej z dynastii Rubenidów panujący w latach 1196–1219.

## Życiorys
W 1187 roku, dwa lata po objęciu władzy jako książę Cylicji, uniezależnił kraj od wpływów muzułmańskich. W celu zabezpieczenia terytorium kraju zbudował liczne twierdze graniczne i obsadził dobrze wyszkoloną armią. Dbał również o tworzenie strategicznych aliansów wydając swoją siostrzenicę Alicję za Rajmunda IV, syna Boemund III, księcia Antiochii, a sam poślubił Sybillę, córkę Amalryka II de Lusignan króla Cypru. Umierając w 1219 roku nie pozostawił męskiego potomka, ustanowił więc swoją jedyną córkę Izabellę swoją następczynią.